# 内塔尼亚胡 (姓氏)
内塔尼亚胡（希伯來語：‎，羅馬化：Nētanyāhū），也译作纳坦雅胡，是一个犹太姓氏，主要指以色列总理本雅明·内塔尼亚胡，也可能指：
- 本錫安·内塔尼亞胡，以色列历史学家、本雅明·内塔尼亚胡的父亲
- 埃利沙·内塔尼亚胡（英语：Elisha Netanyahu），以色列理工学院数学家、本雅明·内塔尼亚胡的叔叔
- 伊多·内塔尼亚胡（英语：Iddo Netanyahu），以色列医生和作家，本雅明·内塔尼亚胡的弟弟
- 纳坦·内塔尼亚胡（英语：Nathan Netanyahu），巴伊兰大学计算机科学教授，本雅明·内塔尼亚胡的堂弟
- 莎拉·内塔尼亚胡（英语：Sara Netanyahu），本雅明·内塔尼亚胡的妻子
- 绍沙纳·内塔尼亚胡（英语：Shoshana Netanyahu），前以色列最高法院法官，本雅明·内塔尼亚胡的婶婶
- 亚伊尔·内塔尼亚胡（英语：Yair Netanyahu），本雅明·内塔尼亚胡之子
- 约纳坦·内塔尼亚胡，以色列特种部队指挥官在恩德培行动中丧生，也是本雅明·内塔尼亚胡的哥哥

|  | 本页或本分段罗列了姓氏为「内塔尼亚胡 (姓氏)」的人物。 如果是一个指代特定个人的内链将您引导到本页，請考慮修正該人物的名字以將链接指向正確的條目。 |